# Чорнобильські хасиди

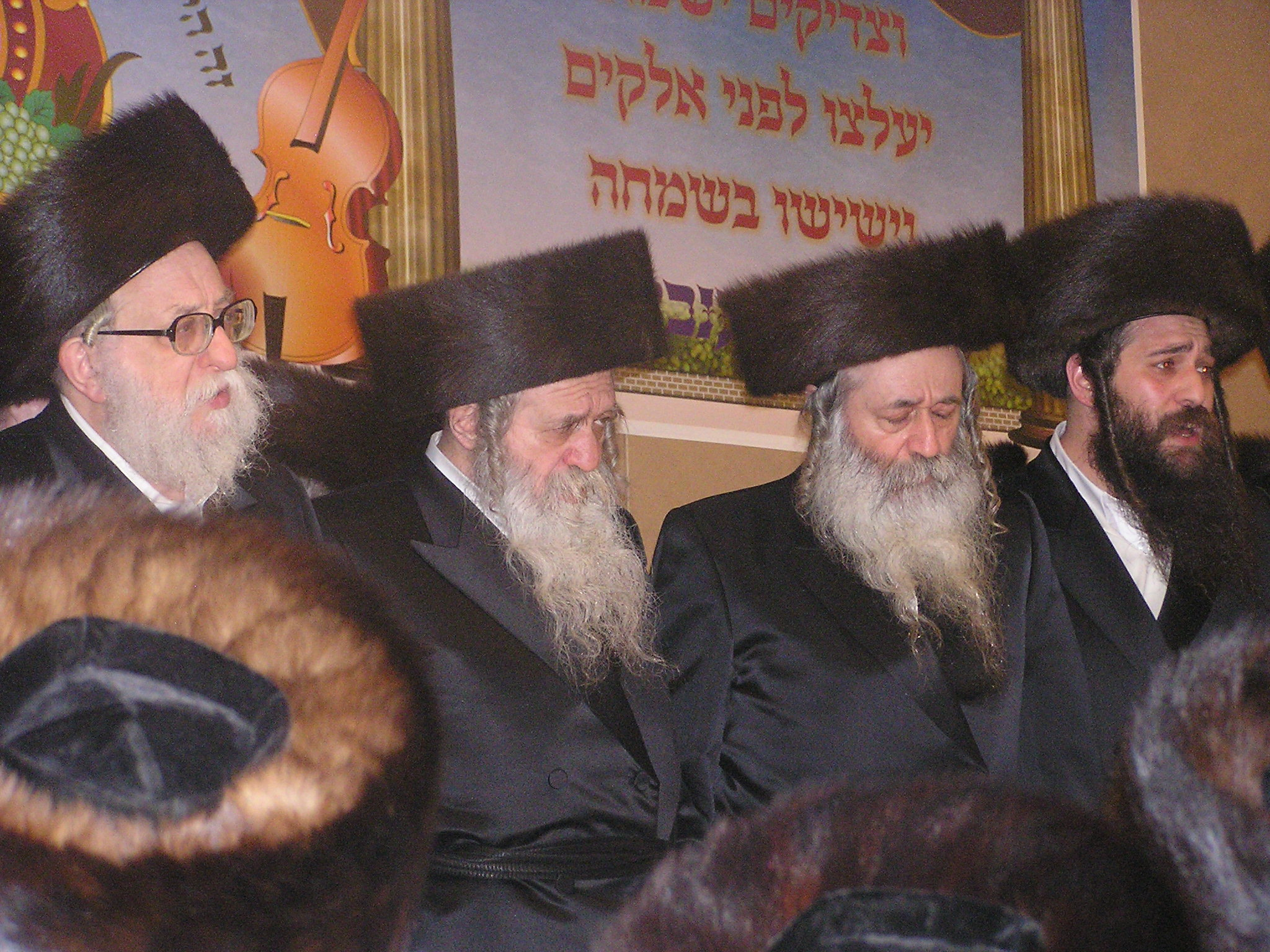
Чорнобильські хасиди, США

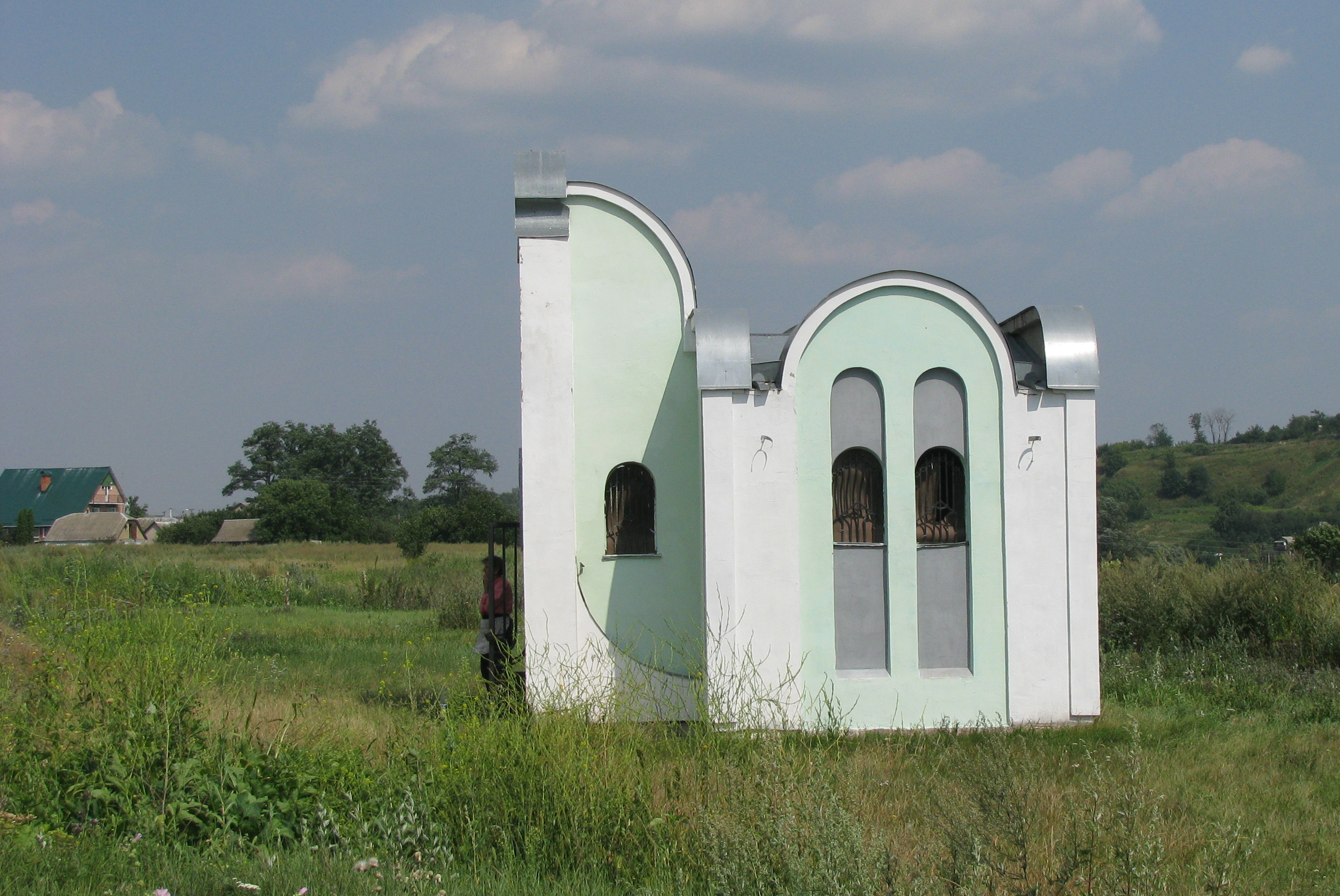
Мавзолей чорнобильского цадика, Анатевка, Київська область

Чорн́обильські хас́иди (טשערנאבילער גזע) — хасидська династія, яку заснував рабин цадик Менахем Нахум Тверський. Династія називається за ім'ям міста Чорнобиль, де Менахем Нахум Тверський служив магідом. Чорнобильська династія стала основою сквирської династії.

## Історія
Рабин Менахем Нахум Тверський був учнем засновника хасидизму Бааль Шем Това і Дов-Бера із Межиріча.
Менахем Нахум Тверський написав книгу «Me'or Einayim» (Світло очей), в якій він коментував Тижневу главу на основі кабалістичних елементів. Ця книга набула значної популярності серед хасидів і стала однією з основних праць хасидського руху.
Чорнобильську династію після Менахема Нахума Тверського продовжив його син цадик Мордехай із Чорнобиля, відомий як Чорнобильський магід. Його творчий доробок у вигляді проповідей та бесід було опубліковано в книзі «Likutei Torah». У Мордехая з Чорнобиля було восьмеро синів, які всі стали рабинами в різних містечках на території сучасної України.
До Чорнобильської династії, крім власне чорнобильських, входили також рабини з Черкас, Турійського району, Тального, Макарова, Сквири, Малина, Горностайполя і Махнівки.
Сьогодні існує кілька хасидських дворів, які є прямими спадкоємцями і послідовниками династії. В Ізраїлі це громади Чорнобиль, Рахмастрівка, Тольна.
Чорнобильська династія пережила Холокост, хоча під час Другої світової війни загинуло багато її представників.

## Спадковість цадиків
- Великий ребе Менахем-Нахум Тверський (1730—1797);
- Великий ребе Мордехай Тверський (1770—1837);
- Великий ребе Аарон Тверський із Чорнобиля (1784—1871);
- Великий ребе Єшайо-Мешулом Цихе Тверський (1814—1881);
- Великий ребе Шломо-Бенціон Тверський (1870—1939);
- Великий ребе Борух-Ошер Тверський (помер у 1905);
- Великий ребе Шломо-Шмуель Тверський (помер у 1936);
- Великий ребе Яаков-Ісраель Тверський (1901—1981) — останній цадик, що народився в Чорнобилі;
  - Великий ребе Шломо Тверський — рабин Бейт-Чорнобиль (Нью-Йорк);
  - Великий ребе Цві Тверский (Єрусалим).

## Джерело
- Yitschak Alfasi (2006). תורת החסידות Torat haChasidut. Jerusalem: Mosad Harav Kook. pp. 297—373.